# Castello di Wilton
Il castello di Wilton (in inglese Wilton Castle), noto anche come castello di Ross, è ridotto in rovina e si trova presso il villaggio di Wilton vicino a Ross-on-Wye nella contea Herefordshire, nella regione delle Midlands Occidentali dell'Inghilterra. La sua costruzione risale al XII secolo.

## Storia

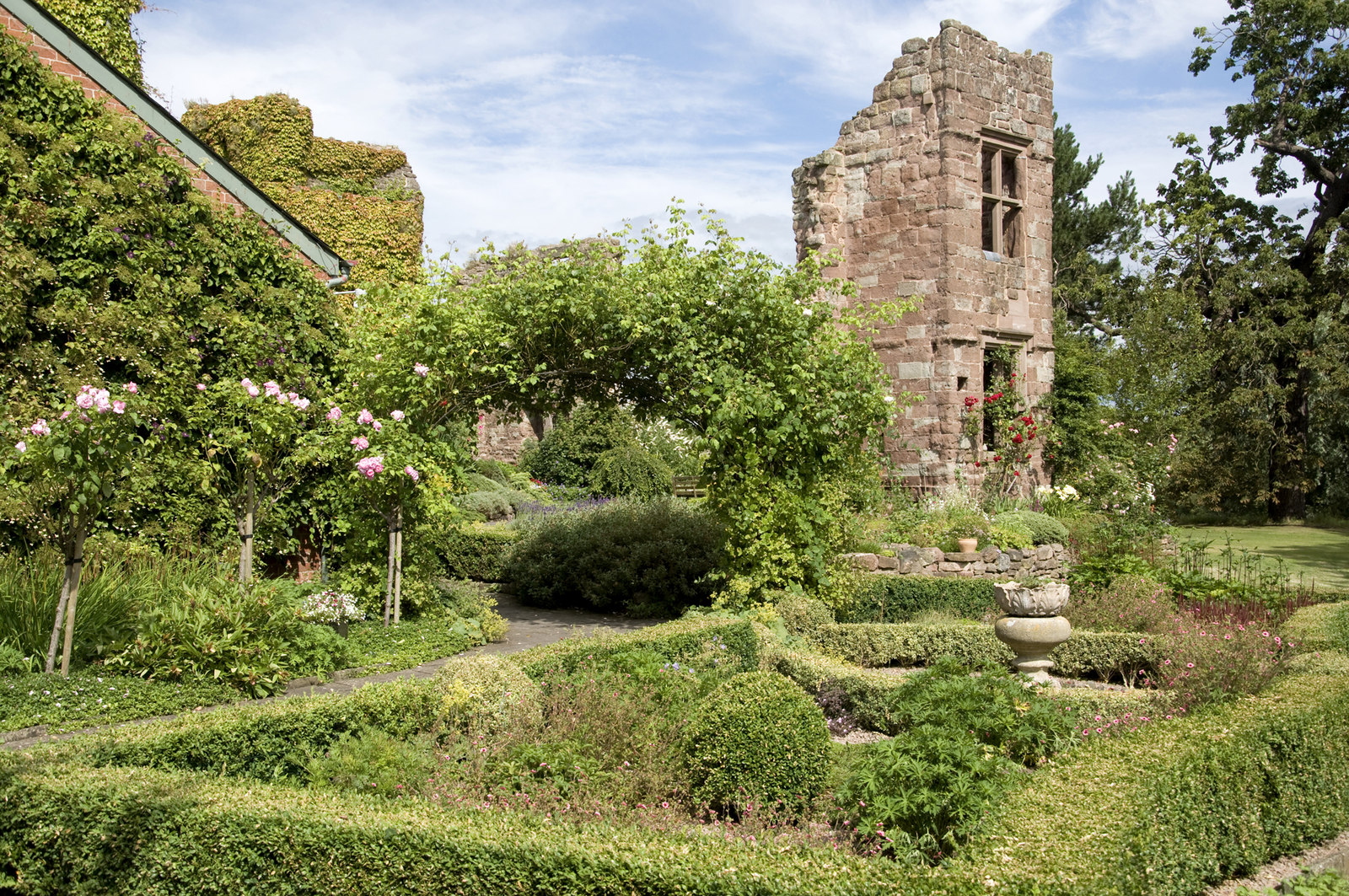
Le rovine del castello di Wilton nel loro parco

Le rovine del castello di Wilton si trovano nel cuore della valle del Wye sulla riva del pittoresco fiume. Si ritiene che il castello, noto anche come castello di Ross, sia stato costruito come monastero tra la metà e la fine del XII secolo in arenaria rossa locale.  Risalgono al maniero del XII secolo costruito in sostituzione di una fortificazione preesistente. Suoi signori furono i Longchamp di Wilton che ai loro tempi ricoprirono incarichi ufficiali nella Normandia, furono cancellieri d'Inghilterra, sceriffi di Hereford e nemici del re Giovanni. Furono molto legati alle famiglie Cantilupe e Gray e insieme a queste costruirono una solida base di potere in Galles. Matilda Grey, nata Cantilupe, nel 1292 testimoniò in tribunale mentendo al sovrano e sostenendo che il castello era stato costruito dai suoi antenati di Longchamp ai tempi di Edoardo il Confessore. Il castello, infatti, non può essere stato costruito prima del 1154 e certamente la baronia dei Grey non ha mai avuto i diritti rivendicati su di esso da Lady Matilde. Nel XIV secolo fu trasformato in una residenza fortificata con una torre ad ogni angolo. Nel XVI secolo all'interno delle mura fu costruita un'abitazione ma questa fu distrutta da un incendio con il resto della fortificazione cento anni dopo e mai più ricostruito. Quando le esigenze militari cessarono le mura interne e la torre vennero utilizzate per allevare piccioni. Le rovine sopravvissute a più di 350 anni dalla sua quasi totale distruzione causata da un incendio mantengono parte dell'antica imponenza. Nelle sue vicinanze nel XIX secolo è stata una nuova residenza, castel Winton.

## Descrizione

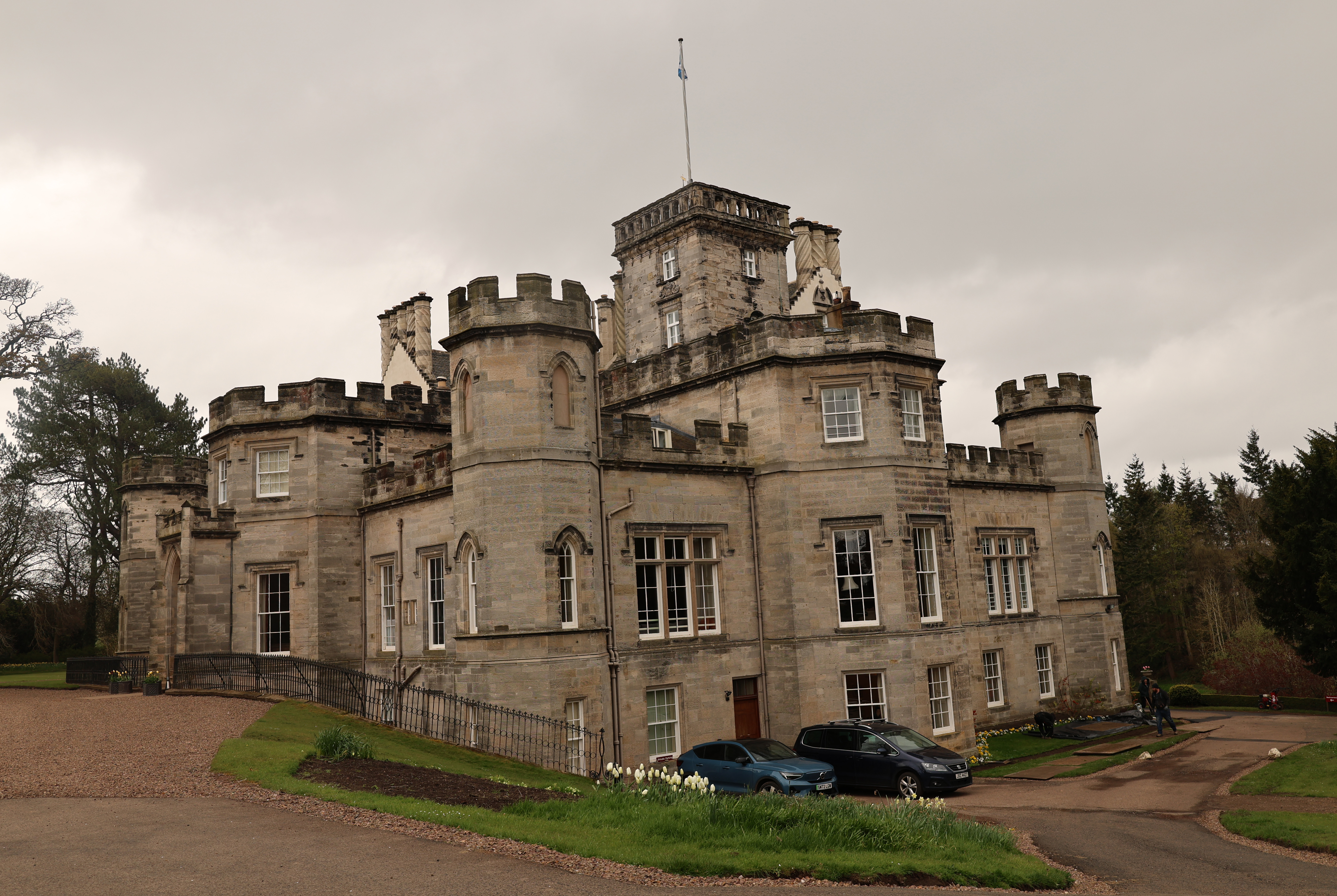
Castel Winton, edificato a breve distanza nel XIX secolo

Le rovine del castello di Wilton si trovano sulla riva del fiume Wye ai margini del piccolo villaggio di Wilton vicino a Ross-on-Wye nella contea Herefordshire, Midlands Occidentali in Inghilterra. I due acri di giardino sono circondati da un fossato asciutto. Le mura in arenaria rossa locale mostrano la pianta del castello a forma di quadrilatero irregolare racchiuso da mura merlate in pietra che circondano il cortile interno con una torre fortificata ad ogni angolo. La torre est mostra le originali feritoie per le frecce e i successivi fori, di forma più rozza, attraverso i quali si poteva sparare con piccoli cannoni. Posto su terreno privato l'accesso è possibile solo in alcuni giorni all'anno.

### Bene tutelato come edificio storico
L'English Heritage ha classificato il castello di Wilton come edificio storico di primo grado col numero 1005523.